# Gai Servili Ahala (mestre de la cavalleria 389 aC)
Gai Servili Ahala (en llatí: Gaius Servilius Ahala) va ser magister equitum de Roma l'any 389 aC quan Camil va ser nomenat dictador per tercera vegada.
L'any 385 aC tornava a exercir el càrrec durant el judici a Manli, que el va citar com a testimoni a favor seu per ser una de les persones a qui havia salvat la vida en una batalla. Però Ahala no es va presentar davant del tribunal. Plini, que menciona aquest fet, anomena Ahala, Publius Servilius.